# 가이반다구

방글라데시 가이반다구

가이반다구(벵골어: গাইবান্ধা জেলা)는 방글라데시 북부에 위치한 구로 행정 중심지는 랑푸르주이며 면적은 1,032km, 인구는 2,379,255명(2011년 기준)이다. 가이반다구는 1875년에 설립되었다. 가이반다구는 이전에 바바니곤지구로 알려져 있었다. 1875년에 바바니곤지구에서 가이반다구로 이름이 바뀌었다. 가이반다구는 1984년 2월 15일에 신설되었다. 가이반다는 이 지역의 행정 중심지이자 가장 큰 도시이다.

## 역사
고대에, 이 지역은 시간이 지남에 따라 티스타강, 브라마푸트라강, 자무나강의 진흙으로 가득 찬 물 속에 있었다. 이 진술은 유명한 당나라 여행자 현장의 설명과 클라우디오스 프톨레마이오스의 천문학 책에서 찾을 수 있다. 1787년의 홍수와 1898년의 지진은 티스타강의 흐름을 바꾸어 디나즈푸르구의 고라가트 우파질라와 가이반다구의 툴시가트 사이의 광대한 15마일의 지역을 채우고 카르토아, 가고트, 카타할리와 같은 작은 강을 만들었다.
대영 제국의 통치 기간 동안, 워렌 헤이스팅스 주지사는 1793년 랑푸르 지역 집산지 아래에 24개를 설립했다. 랑푸르의 수집가인 E.G 글레이저의 1873년 보고서에 따르면, 타나 중 세 개가 오늘날의 가이반다에 설립되었다. 그 중 두 곳인 고빈도곤지와 사둘라푸르는 이드락푸르 파르가나에 설립되었고 다른 한 곳은 바바니간지라는 이름으로 파틸다호 파르가나에 설립되었다.

## 인구
| 연도     | 인구      | ±% p.a. |
| -------- | --------- | ------- |
| 1974     | 1,339,045 | —       |
| 1981     | 1,576,536 | +2.36%  |
| 1991     | 1,949,274 | +2.14%  |
| 2001     | 2,138,181 | +0.93%  |
| 2011     | 2,379,255 | +1.07%  |
| 2022     | 2,562,232 | +0.68%  |
| Sources: |           |         |

2022년 방글라데시 인구 조사에 따르면 가이반다구는 2,562,232명의 인구를 가지고 있으며, 이 중 1,238,621명은 남성이고 1,317,944명은 여성이고 195명은 제3의 성별이다. 농촌 인구는 2,160,862명(84.5%)인 반면 도시 인구는 395,898명(15.5%)이었다. 가이반다구는 남성 70.2%, 여성 63.8%로 7세 이상 인구의 식자율이 66.87%였다.

## 사회 기반 시설

### 건강
가이반다구에는 종합병원과 6개의 정부 병원, 46개의 비정부 병원/의원, 54개의 가족 복지 센터, 6개의 우파질라 보건 단지, 3개의 임산부 및 보육 센터, 1개의 결핵 클리닉이 있다. 전체 인구의 89%가 위생 시설을 갖추고 있다. 유일한 정부 종합병원은 가이반다 사다르에 위치한 가이반다 사다르 병원이다.

## 같이 보기
- 방글라데시의 구